# Ictinogomphus paulini
Ictinogomphus paulini är en trollsländeart som beskrevs av Watson 1991. Ictinogomphus paulini ingår i släktet Ictinogomphus och familjen flodtrollsländor. Inga underarter finns listade i Catalogue of Life.